# Jörg Kleeff
Jörg Kleeff (* 1969 in Erkelenz) ist ein deutscher Viszeralchirurg. 2017 wurde er zum Professor für Viszeralchirurgie und Direktor der Universitätsklinik und Poliklinik für Viszerale, Gefäß- und Endokrine Chirurgie am Universitätsklinikum Halle (Saale) berufen.

## Leben
Seine medizinische Ausbildung begann er 1990 mit der Vorklinik an der Eberhard Karls Universität Tübingen. In Tübingen wurde er Mitglied der katholischen Studentenverbindung AV Guestfalia Tübingen im CV. Nach dem Physikum wechselte er an die Ludwig-Maximilians-Universität München. Dort bestand er 1996 das 3. Staatsexamen. Mit einer Doktorarbeit am Max von Pettenkofer-Institut wurde er 1997 zum Dr. med. promoviert. Die Grundlage für seine wissenschaftliche Tätigkeit legte er während eines zweijährigen Forschungsaufenthaltes im Labor von Murray Korc an der University of California, Irvine. Seine Facharztausbildung absolvierte er an der Klinik für Viszerale und Transplantationschirurgie des Inselspitals in Bern/Schweiz und an der Klinik für Allgemein-, Viszeral- und Transplantationschirurgie der Universität Heidelberg, jeweils unter der Leitung von Markus W. Büchler. 2005 habilitierte er sich in Heidelberg. Er erhielt die Venia legendi für das Fach Chirurgie. Im selben Jahr wurde er zum Oberarzt der Klinik berufen. 2007 wechselte er an die Chirurgische Klinik und Poliklinik des Klinikums rechts der Isar der Technischen Universität München. Seit 2010 leitender Oberarzt, übernahm er 2013 die kommissarische Leitung der Chirurgie. Nach einem erneuten Auslandsaufenthalt als Consultant in Hepatobiliary, Pancreatic and General Surgery an den Royal Liverpool and Broadgreen University Hospitals NHS Trust erhielt er 2017 den Ruf auf den Lehrstuhl für Viszeralchirurgie der Martin-Luther-Universität Halle-Wittenberg. Seither ist er Direktor der Universitätsklinik und Poliklinik für Viszerale, Gefäß- und Endokrine Chirurgie des Universitätsklinikums Halle (Saale). Am BG Klinikum Bergmannstrost Halle leitet er die Klinik für Allgemein-, Viszeral- und Gefäßchirurgie und seit Januar 2023 auch die Klinik für Allgemein- und Viszeralchirurgie am Diakoniekrankenhaus Halle.
Kleeff ist Fellow des American College of Surgeons und des Royal College of Surgeons of England. Sein klinischer Forschungsschwerpunkt liegt in der evidenzbasierten Verbesserung moderner multimodaler chirurgisch-onkologischer Therapiekonzepte bei gastrointestinalen Tumoren, speziell in der Chirurgie des Pankreaskarzinoms. In der Grundlagenforschung befasst er sich mit der Pankreaskarzinogenese und Pankreaskarzinombiologie, der Stromareaktion, der Entzündung/Regeneration, konditionellen Mausmodellen und präklinischen Studien.
Er ist verheiratet und Vater von zwei Töchtern.

## Publikationen
- mit Michl P: Targeted therapy of pancreatic cancer: biomarkers are needed.  Lancet Oncol 2017.
- mit Korc M, Apte M, La Vecchia C, Johnson CD, Biankin AV, Neale RE, Tempero M, Tuveson DA, Hruban RH, Neoptolemos JP: Pancreatic cancer. Nat Rev Dis Primers 2016.